# Johann Friedrich Leu

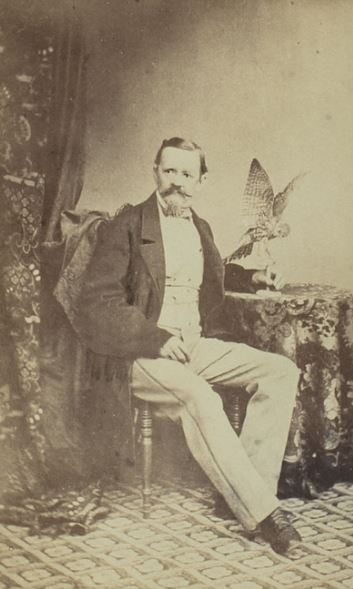
Johann Friedrich Leu (vor 1882)

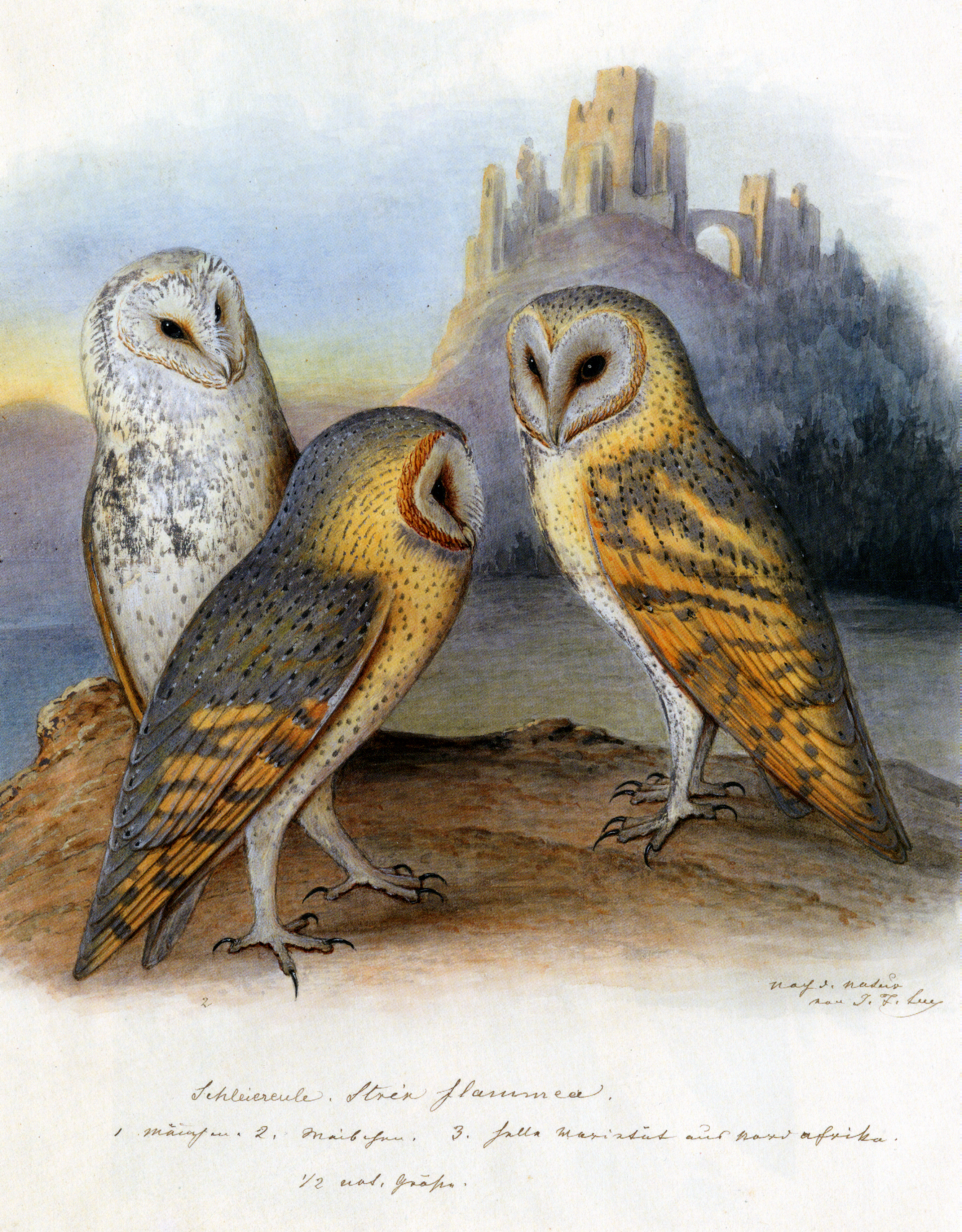
Abbildung aus „Die Vögel Europas“

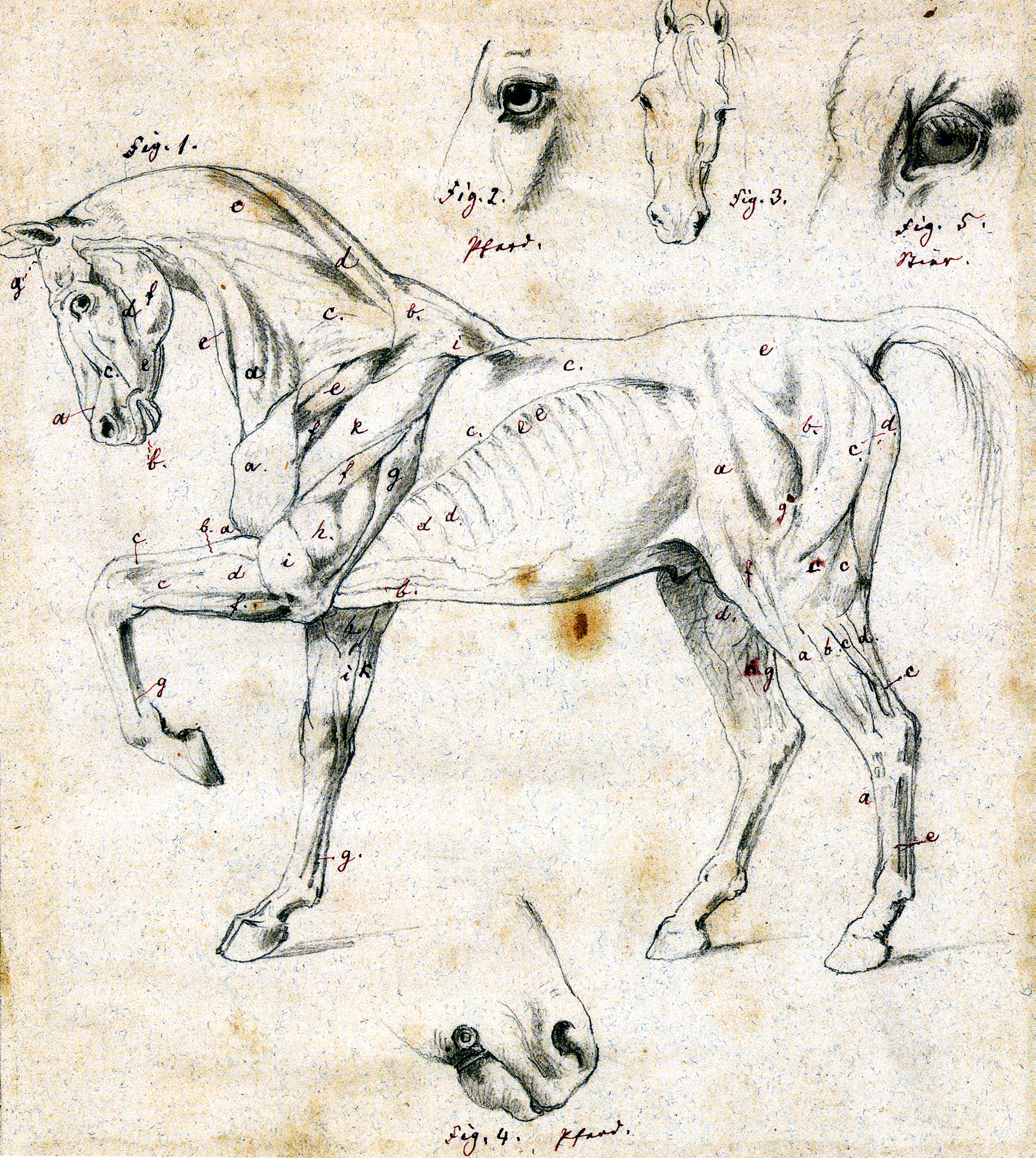
Abbildung aus „Taxidermie“

Johann Friedrich Leu (* 29. Oktober 1808 in Augsburg; † 18. Dezember 1882 ebenda) war ein deutscher Präparator, Zoologe und Illustrator.

## Leben
Nach der Lehre im Kürschnerhandwerk ging Leu sechs Jahre nach Frankreich, um seine vom Vater erlernten beruflichen Kenntnisse zu erweitern. Nach dieser Ausbildung übernahm er zusammen mit seinem Bruder das „altrenomirte Pelzwarengeschäft“ seines Vaters in Augsburg. Auf einer Reise nach Italien im Jahr 1842 studierte er besonders naturwissenschaftliche Sammlungen. 1846 gründete Leu zusammen mit Gleichgesinnten den Naturhistorischen Verein in Augsburg, den heutigen Naturwissenschaftlichen Verein für Schwaben. Leu war als Präparator wesentlich am Aufbau der naturwissenschaftlichen Sammlung dieses Vereins, die damals noch ein Teil des Maximilianmuseums in Augsburg war, beteiligt. Gleichzeitig betrieb er intensive wissenschaftliche Studien, die er in einem vielbändigen Werk sammelte. 1877 erlitt er einen Schlaganfall. Trotzdem setzte er noch längere Zeit seine Arbeit als Präparator und Illustrator fort. Am 18. Dezember 1882 starb er im Alter von 74 Jahren in seiner Geburtsstadt.

## Werk
Als Präparator schuf Leu Tausende von Tierpräparaten, vorwiegend für das Naturwissenschaftliche Museum in Augsburg, ebenso aber auch für andere Museen und private Auftraggeber. Gleichzeitig erstellte er eine mehrbändige Anleitung zur Taxidermie.
Als Zoologe schuf Leu den Grundstock für eine Enzyklopädie der Wirbeltiere. In 96 handgeschriebenen Bänden beschreibt Leu Vögel, Fische, Amphibien, Reptilien und Säugetiere. Alle Abhandlungen sind klar gegliedert. Sie enthalten auch Hinweise zur zeitgenössischen Literatur und wesentliches Bildmaterial. Den größten Teil der Abbildungen hat Leu selbst angefertigt.
Im Jahr 1855 publizierte Leu einen Bericht über die Vögel des Regierungsbezirkes Schwaben und Neuburg.

## Leus Bedeutung
Leus Begabung als Präparator war ein wesentlicher Impuls für das Naturhistorische Museum in Augsburg. Seine Präparate, zunächst ausgestellt im Maximilianmuseum und später im Naturwissenschaftlichen Museum am Obstmarkt, waren bis zu ihrer Vernichtung in der Bombennacht des 25./26. Februars 1944 ein Publikumsmagnet. Alfred Brehm betonte 1880 anlässlich eines Besuches in Augsburg, dass er auf seinen zahlreichen Reisen nirgends eine schönere Vogelsammlung und eine so lebenswahre Stellung und Gruppierung gesehen habe.
Leus 96 Foliobände über Wirbeltiere, davon allein 43 Bände über die Vögel Europas, sind handgeschriebene und reich bebilderte Unikate. Das Werk ist bis heute nicht wissenschaftlich ausgewertet, es ist abgesehen von zoologischen und kulturhistorischen Aspekten auch eine Fundgrube zum Themenkreis Biodiversität.
Leus Bericht über die Vögel des Regierungsbezirkes Schwaben und Neuburg ist als erste Avifauna Bayerisch-Schwabens für die ornithologische Forschung von wesentlicher Bedeutung.

## Würdigung
Vom 16. September bis zum 6. November 2020 zeigte die Staats- und Stadtbibliothek Augsburg in ihrem Cimeliensaal eine Auswahl von Leus schönsten und wertvollsten Werken in der Ausstellung Leus Tierleben. Naturkunde gelebt, geliebt, gemalt vom Augsburger Forscher Johann Friedrich Leu (1808–1882), zu der begleitend ein reich bebilderter Katalog erschien. Ein auf das Jahr 1835 datiertes lithografiertes Porträt Leus, das von dem Schweizer Maler Carl Friedrich Irminger geschaffen wurde, befindet sich heute im Bestand des Naturmuseums Augsburg.